# Ixelles
Ixelles (francès) o Elsene (neerlandès) és un dels dinou municipis de la Regió de Brussel·les-Capital. És al sud-est de Brussel·les dins el primer cinturó que l'envolta, amb una superfície de 6,34 km². Fa frontera amb les viles de Brussel·les, Etterbeek, Vorst, Auderghem, Uccle, Sint-Gillis-Obbrussel i Watermael-Boitsfort. El 2005 tenia al voltant de 78.000 habitants. Hi ha una important comunitat negra originària de la República Democràtica del Congo, antiga colònia belga. Existeix un barri (al voltant de la Porta de Namur) que per l'alta presència de població procedent del Congo és conegut per tots els brussel·lesos amb el nom de Matongé (es pronuncia « Mato'ngué »), nom real d'un barri de Kalamu (Kinshasa). Aquesta vila és l'única de la regió amb una avinguda, l'avinguda Louise, que pertany a Brussel·les i la travessa, tot dividint-la en dues parts, a banda i banda de l'avinguda.

## Burgmestres d'Ixelles
- 1830 - 1830: Henri-Joseph Van Elewyck
- 1830 - 1830: Charles Vander Heyden
- 1830 - 1836: Hippolyte Legrand
- 1836 - 1846: Guillaume Gilbert
- 1846 - 1854: Charles Vanderstraeten
- 1855 - 1857: Pierre Kerckx
- 1858 - 1861: Charles Vanderstraeten
- 1861 - 1870: Albert-Joseph Hap
- 1870 - 1872: Victor Greyson
- 1872 - 1880: Louis Macau
- 1880 - 1888: Raymond Blyckaerts (1834-1901)
- 1888 - 1895: Englebert-Albert Leemans
- 1895 - 1901: Raymond Blyckaerts
- 1901 - 1903: Adolphe de Vergnies
- 1904 - 1918: Émile Duray
- 1918 - 1921: Fernand Cocq (1861-1840)
- 1921 - 1929: Adolphe Buyl (1862-1932)
- 1929 - 1935: Armand Huysmans (1872-1935)
- 1935 - 1956: Eugène Flagey (1877-1956)
- 1956 - 1973: Charles Janssens (1898-1982)
- 1973 - 1993: Albert Demuyter (1925-)
- 1993 - 2000: Yves de Jonghe d'Ardoye d'Erp (1953-)
- 2001 - 2016: Willy Decourty (1945-)
- 2016 - 2018: Dominique Dufourny (1961-)
- 2018 - : Christos Doulkeridis (1968-)